# Hernia
Een hernia of breuk is de uitstulping van een orgaan of weefsel uit de lichaamsholte waar het normaliter in ligt.
Er bestaan verschillende hernia's. De meest voorkomende ontwikkelen zich in de onderbuik, als een zwakte van de buikwand evolueert tot een lokaal gat, of "defect" waar de uitstulping optreedt. Zie liesbreuk en navelbreuk.
De bekendste is de hernia in de tussenwervelschijf, waarbij deze een uitstulping vertoont die de zenuwen afknelt, waarbij uitval in de benen of de armen optreedt. Een synoniem voor hernia is breuk, maar dat woord suggereert een scheur of beschadiging, die er (behalve bij de hernia nuclei pulposi) meestal niet echt is; het gaat dan vaak om het uitpuilen van buikinhoud door opgerekte structuren.

## Soorten hernia's
- Hernia nuclei pulposi (discushernia), ofwel hernia van de tussenwervelschijf (rug- of nekhernia)

De meeste overige hernia's vallen in de ICD-10 onder K40-46
- Hernia diaphragmatica, ofwel hernia van het middenrif
- Hernia inguinalis, ofwel liesbreuk
- Hernia scrotalis, een uitgebreide vorm van de indirecte liesbreuk waarbij de breukinhoud in het scrotum terechtkomt. Deze kunnen zeer groot worden.
- Hernia umbilicalis of navelbreuk
- Hernia spiegeli, een hernia in de linea semilunaris, naast de rechte buikspier
- Hernia cicatricialis of littekenbreuk, een breuk in een (chirurgisch) buikwandlitteken. De huid is intact, maar de onderhuidse structuren hebben van elkaar losgelaten en door de zo ontstane zwakke plek puilen darmen onder de huid buiten de buikwand